# Mickey Simmonds
Mickey Simmonds (Chesterfield, 31 gennaio 1959) è un tastierista britannico noto per la sua permanenza nella band Renaissance, e per la sua prolifica attività di sessionman.

## Carriera

### Reinassance e collaborazioni
È noto soprattutto per il suo lavoro con gruppi di rock progressivo, Mike Oldfield, Camel e Fish. Ha anche lavorato con Art Garfunkel, Mastermind, Elkie Brooks, Kansas, Imagination, Bucks Fizz, The Bonzo Dog Doo-Dah Band,.
A più riprese, a partire dagli anni 1980 è stato membro dei Renaissance.

### Carriera solista
Simmonds ha pubblicato due album da solista, The Shape of Rain (1996) e The Seven Colours of Emptiness (2009). Tra le sue maggiori influenze influenze, cita band di rock progressivo come i Genesis e gli Emerson, Lake & Palmer.
Simmonds ha suonato in due album: Islands (1987) e Heaven's Open (1991); una compilation: The Complete Mike Oldfield (1985), e andò in tournée con Mike 1983 -1993.

### Con Fish
Simmonds è stato lo scrittore dominante nel debutto solista di Fish del 1990, Vigil in a Wilderness of Mirrors, ha anche co-scritto tutte le tracce dell'album successivo Internal Exile e si è esibito nei tour di promozione di questi album. Fish lo ha descritto come il direttore musicale dei suoi primi anni da solista. Ha lasciato nel 1992, ma in seguito è tornato per il tour promuovendo Sunsets on Empire (1997) e ha co-scritto due brani e si è esibito in tre tracce su Raingods con Zippos (1999).

## Discografia

### Solista
- The Shape of Rain, 1996
- The Seven Colour of Emptiness, 2009